# Сомбатгей
Со́мбатгей (угор. Szombathely, нім. Steinamanger, хорв. Sambotel, словен. Sombotel, словац. Kamenec) — місто на заході Угорщини, адміністративний центр медьє Ваш.
Сомбатгей розташований приблизно за 220 кілометрів на захід від Будапешта і за 10 кілометрів на схід від кордону з Австрією.
Через місто проходить залізниця Будапешт — Секешфегервар — Сомбатгей — Грац. Час в дорозі на поїзді до Будапешта — близько 4 годин. Автошляхи ведуть з міста на південь у бік автобану Секешфегервар E66 — Грац і на північ у бік Шопрона і Відня. Через місто протікають дві невеликі річки — Перінті і Дьендьеш.

## Історія

### Саварія, римське місто

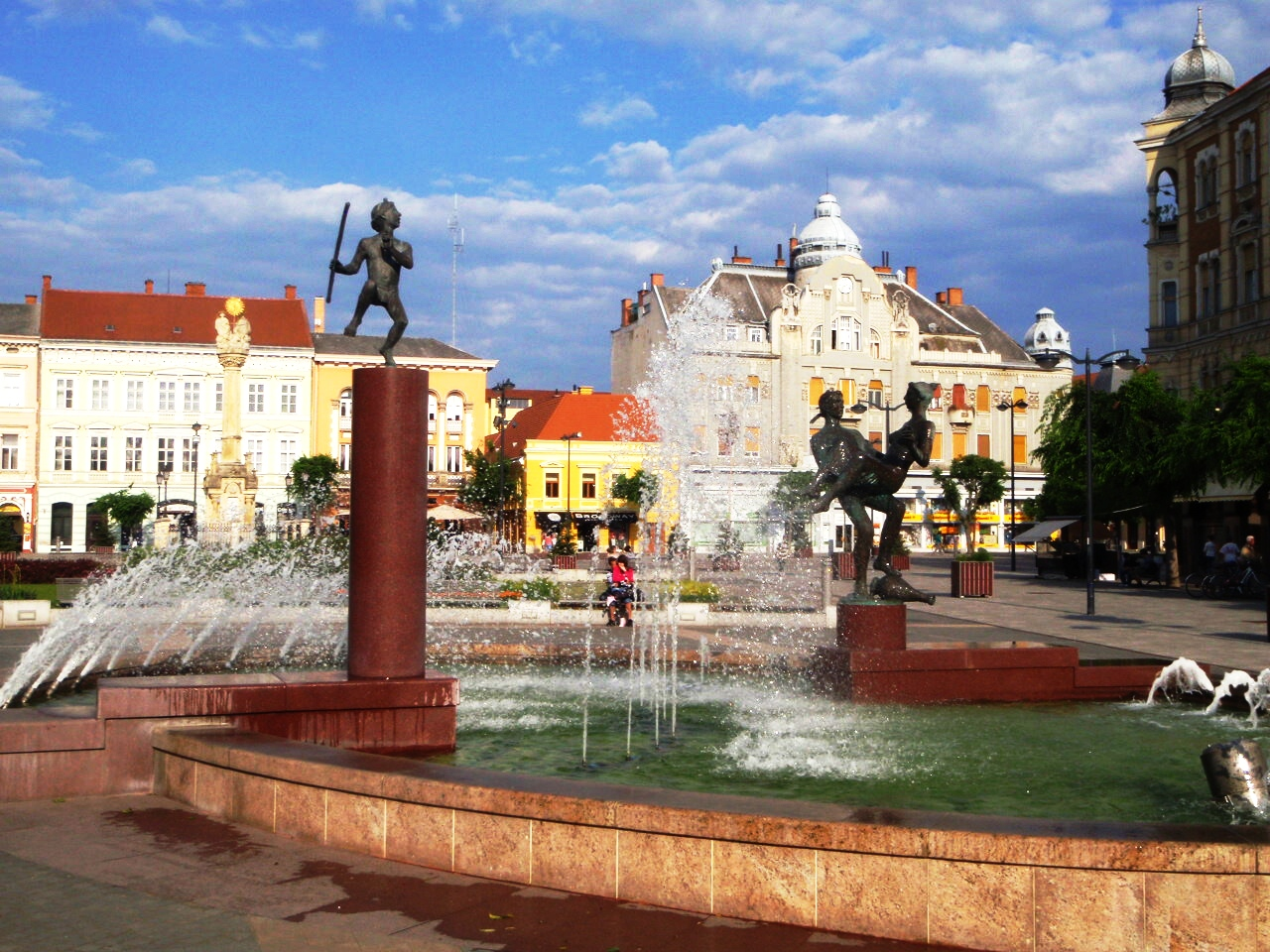
Головна площа в Сомбатгеї

Сомбатгей є найстарішим містом в Угорщині. Місто засноване в 45 н. е. під назвою Colonia Claudia Savariensum ("Колонія Клавдія з Саварія), і було столицею Паннонії Суперіор, провінції Римської імперії. Розташовувався Сомбатгей поруч з важливим «Бурштиновим шляхом».
Імператор Костянтин Великий(272—337) відвідав Саварію декілька разів. Місто було імператорською резиденцією, існувала громадська лазня і амфітеатр. Він припинив переслідування християн. Імператор реорганізував колонію і зробив Саварію столицею провінції Паннонія Прима. Це був час процвітання Саварії. Її населення зростало, будувалось багато будівель, театрів і храмів. На початку четвертого століття у цьому місті жив римський патрицій, прийняв християнство, і пізніше став відомий як Мартін Турський (316—397).

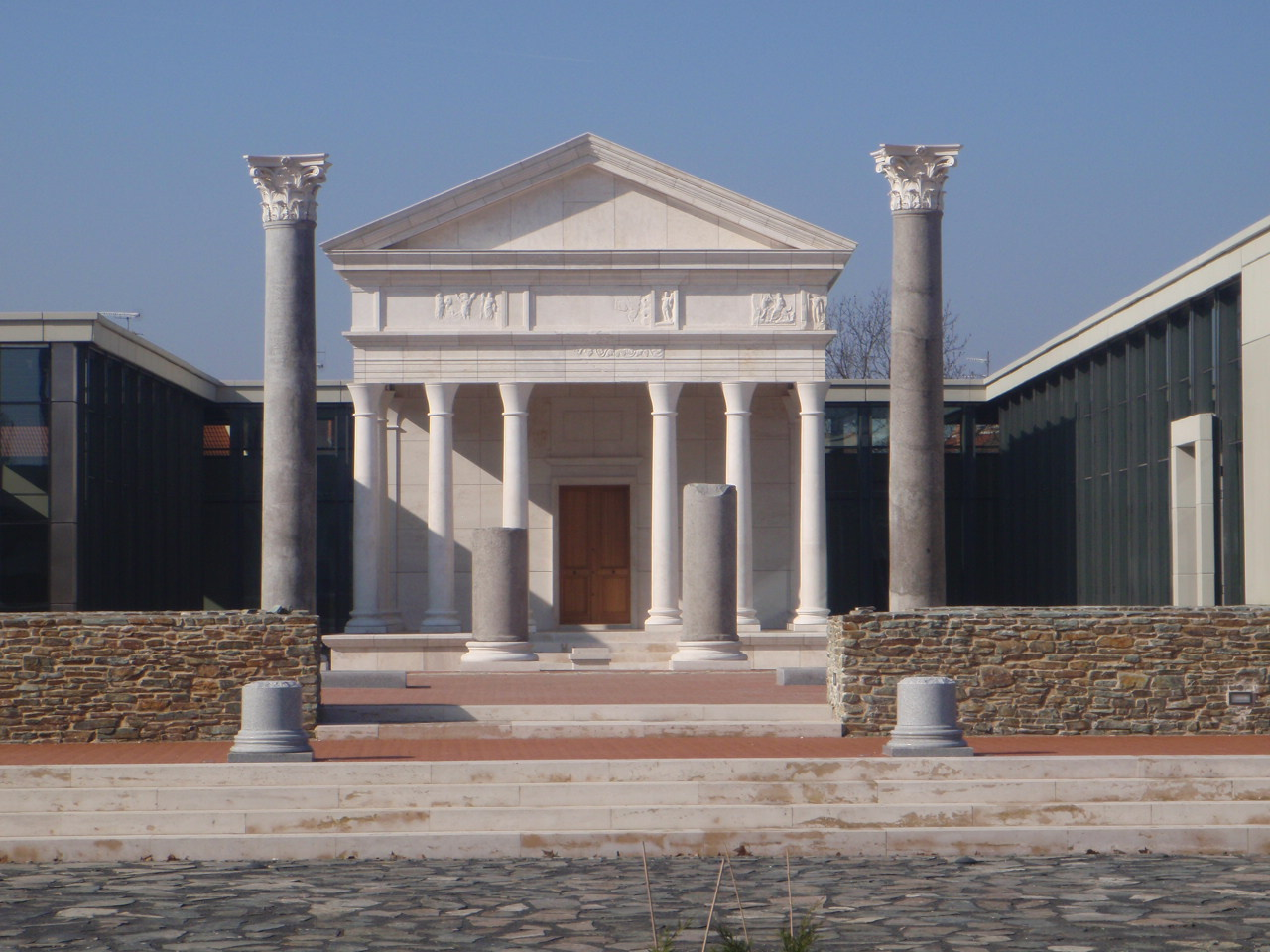
Храм Ізіди (поч. III ст)

Після смерті імператора Валентиніана I, гуни вторглися в Паннонію, а з силами Аттіли — Саварія була окупована між 441 і 445 роками. Кілька років по тому, у 458 році, місто було зруйноване землетрусом.
У 2008 році на території міста проводились розкопки і було виявлено залишки святині Мітри

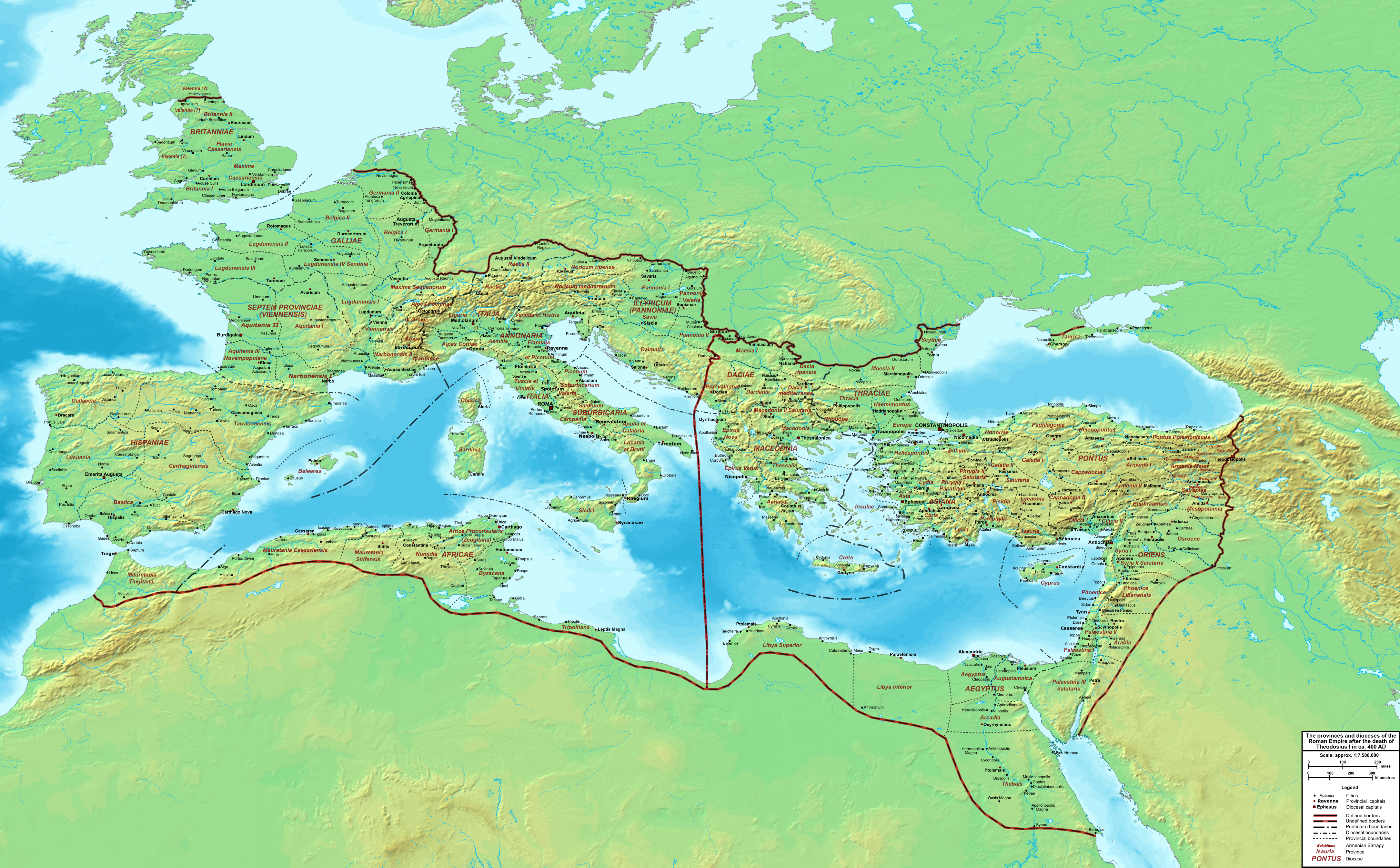
Провінції і діоцези Римської імперії у 400 р.

### Місто в середні століття
Місто залишалося населеним незважаючи на всі труднощі. Стіни міста були відновлені, багато нових будівель були побудовані з використанням каменів від зруйнованих римських будівель. Латинськомовне населення, хоча в основному пішло в Італію, та їх місце зайняли прибулі остготи і лангобарди, які змішалися з місцевим населенням.
У V—VIII століттях в місті з'явилися слов'яни і авари. У 795 році було розгромлено останніх франками (Карлом Великим), і місто перейшло під владу франків. Пізніше Саварія був захоплена Моравами, а близько 900 року місто було захоплене угорцями. У 1009 році Іштван I Святий включив Сомбатгей до складу недавно заснованого міста Дьйор.
Сомбатгей був зруйнований під час вторгнення в Європу від монголів, які в Угорщині з'явились між 1241 і 1242 роками. Однак місто швидко відбудовулося і в 1407 році отримало статус вільного королівського міста. У 1578 році Сомбатгей став столицею комітату Ваш.

### Сомбатгей до 1900 року
За часів оттоманської навали місто осаджувався турками двічі. Перший раз у 1664 році турки були змушені відступити після поразки, якої їм завдали австрійці під Сентготтхардом (див. Битва під Сентготтхардом). У 1683 році після поразки в битві під Віднем турки при відступі розграбували велике число міст, проте Сомбатгей і в цей раз врятували стіни фортеці.
Мир настав в Угорщині після того, як країна була звільнена від володарювання Османів, і припинився на початку вісімнадцятого століття, коли Ференц II Ракоці очолив революцію проти Габсбургів. На початку 1706 року місто знову потрапило під владу Габсбургів.
У червні 1710 року понад 2 тисяч жителів загинуло від чуми, а в травні 1716 року пожежа знищила більшу частину будівель міста. Лиха привели до сильного скорочення чисельності населення, що викликало приплив в Сомбатгей нових колоністів, головним чином, німців.
Місто почало процвітати знову. За підтримки Франца Зічі, єпископа Дьйор, була побудована гімназії в 1772 році. В 1777 році в місті була заснована дієцезія Сомбатгей за підтримки королеви Марії Терезії. Було знесено руїни замку і побудувано багато нових будівель, в тому числі кафедральний собор, єпископський палац і філософська школа, відкрита в 1793 році.
У 1809 році місто було окуповано Наполеоном і утримувалось ним протягом 110 днів. У 1813 році спалах холери призвів до численних жертв, а в 1817 році, дві третини Сомбатгея було знищено ще однією пожежею.

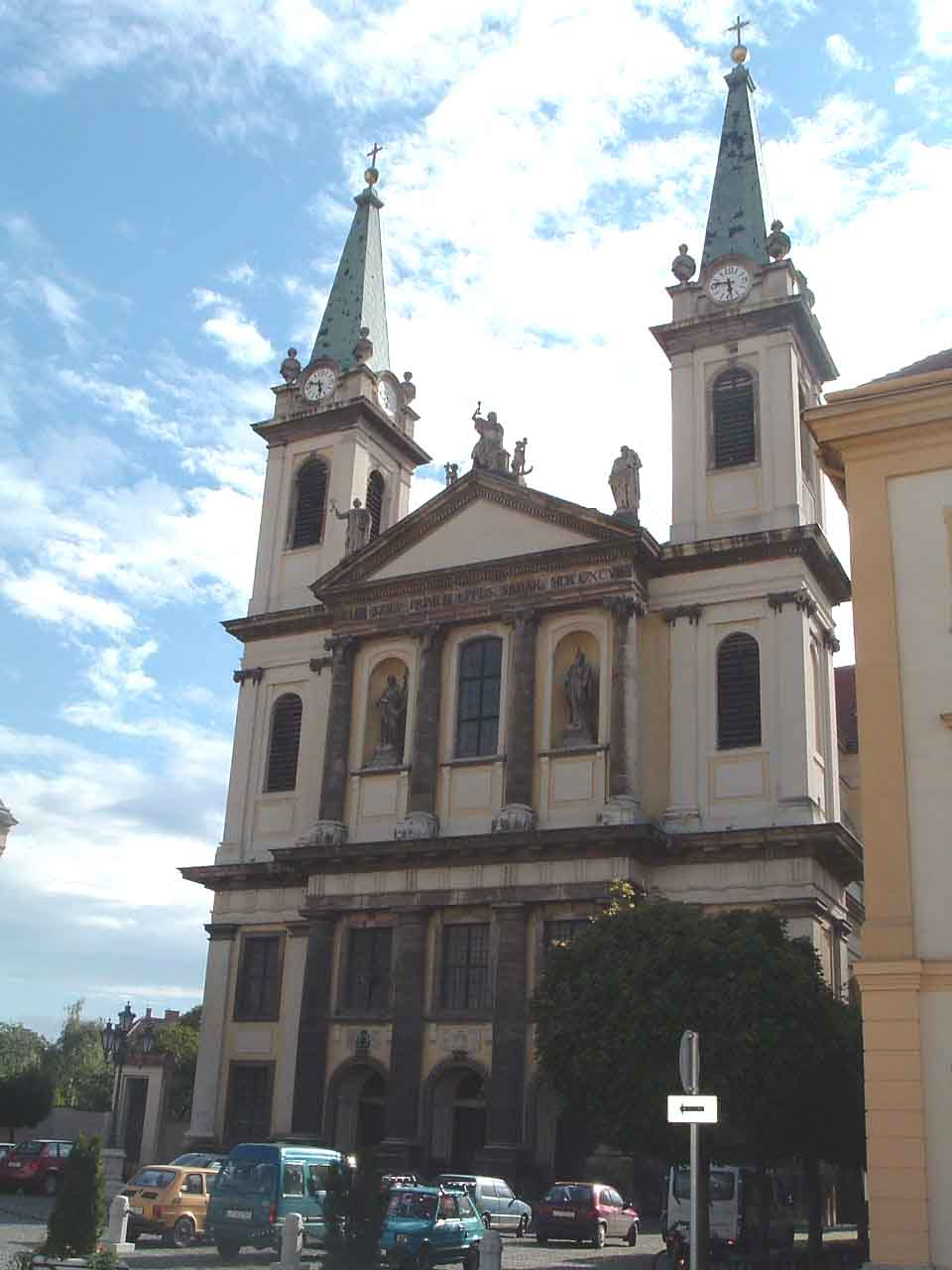
кафедральний собор, Сомбатгей

Під час революції 1848 року в районах, що знаходяться під контролем Габсбургів, Сомбатгей підтримує революцію проти династії. Не велось ніяких військових в області, і територія надалі регулювалась Габсбургами. Після австро-угорського компромісу у 1867 році — в місті знову почалось процвітання. В Залізничні прибув в 1865 році було споруджено залізницю, а в сімдесятих дев'ятнадцятого століття — Сомбатгей став важливим залізничним вузлом. Через своє зростання, в 1885 році було приєднано сусідні міста O-Perint і Szentmárton.
У 1890-х років, коли Дьюла Ехен був мер, місто дуже розвивалось. В 1895—1902 було прокладено водопровід і каналізацію, дороги були вимощені твердим покриттям, побудовано трамвайну лінію. За чотири десятиліття населення збільшилось в чотири рази.
При наступному мері — Тобіасі Бреннері, процвітання продовжувалось. Було збудовано музей, монастирі, громадську лазню і громадські туалети, музичну школу, місто отримало симфонічний оркестр.

### Сомбатгей в 20 і 21 століттях

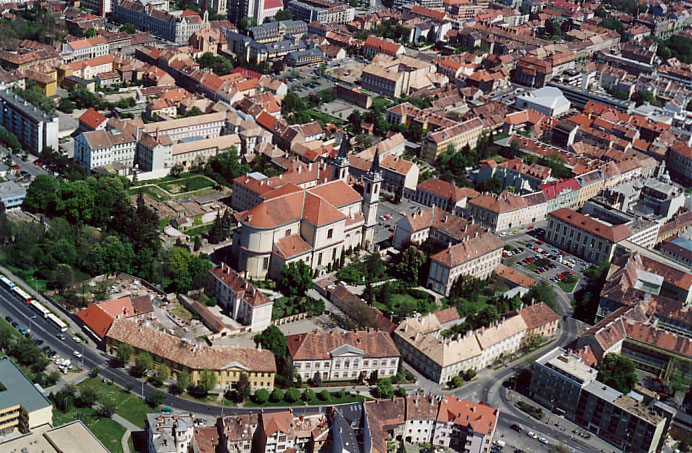
Вид зверху

Перша світова війна перешкодила розвитку міста. Після Тріанонського договору Угорщина втратила багато своїх західних територій, і Сомбатгей, будучи тільки за 10 кілометрів від нового державного кордону, перестав бути центром Західної Угорщини.
Карл І (імператор Австро-Угорщини) пробував собі повернути престол Угорщини. Ця спроба була зустрінута з ентузіазмом в Сомбатгей, але зусилля, спрямовані на повернення до правління в Угорщині були марні. У міжвоєнний період почалася нова ера розвитку. Було розроблено новий план розвитку. Було відкрито нові школи між 1926 і 1929 роками, професійно-технічні училища, він побудував найбільшу сучасну лікарню в Задунайській області.
Під час Другої світової війни, як і більшість угорських міст Сомбатгей піддавався інтенсивним бомбардуванням. Собатхей бомбардувався через залізницю, місцевий аеродром тощо. Значна частина будівель міста була зруйнована, в тому числі кафедральний собор і будівля міської ради.
На 28 березня 1945 року, шоста танкова СС і 6-та армія були відтіснені через річки Раба 26-ю армією (СРСР) і Третім Українським фронтом. Радянськими військами Сомбатгей було захоплено 29 березня 1945.
У 1970-х роках місто було промислово розвиненене, було побудовано багато заводів. У 1980-х роках було побудовано багато будівель, в тому числі бібліотека, громадський критий басейн, картинна галерея. Пізніше, один з районів міста — «Йошкар-Ола» — був названий так на честь фіно-угорського міста республіки Марій Ел — м. Йошкар-Ола. У свою чергу, у Марійській столиці один з районів носить назву «Сомбатгей».
У 2006 році була завершена реконструкція головної площі в центрі міста, за фінансової допомоги з фондів ЄС.

## Визначні пам'ятки і події
- Руїни римської Саварії. Залишки храму Ісіди (початок століття III) і ранньохристиянської базиліки (IV століття).
- Кафедральний собор міста. Побудований наприкінці XVIII століття в стилі бароко.
- Палац єпископа. Палац у стилі рококо збудований у XVIII столітті після того, як Сомбатгей став єпископською резиденцією.
- Міська ратуша.
- Будинок каноніка.
- Церква св. Мартіна. За переказами, поставлена на місці народження св. Мартина Турського.
- Церква св. Єлизавети.
- Синагога.
- Музей «Саварія». Представлені численні археологічні артефакти римської епохи.
- Історичний фестиваль «Саваріа».
- Міська водонапірна вежа.

## Персоналії
- Мартин Турський (317—397) — римський офіцер, християнський священик, святий.

## Міста-побратими
- Феррара (Італія)
- Кауфбойрен (Німеччина)
- Лаппеенранта (Фінляндія)
- Марибор (Словенія)
- Сисак (Хорватія)
- Рамат-Ґан (Ізраїль)
- Йошкар-Ола, Марій Ел (Росія)
- Оберварт (Австрія)
- Німме (Естонія)
- Лекко (Італія)
- Кольдинг (1991) (Данія)
- Трнава (Словаччина)
- Хунедоара (Румунія)
- Ужгород (Україна)

## Галерея

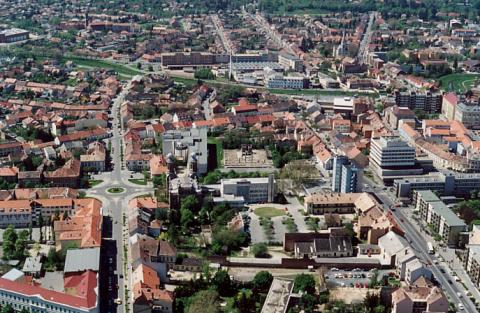
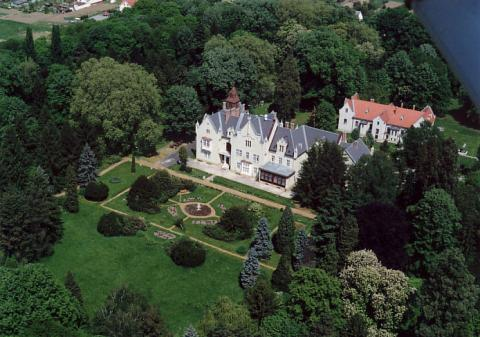
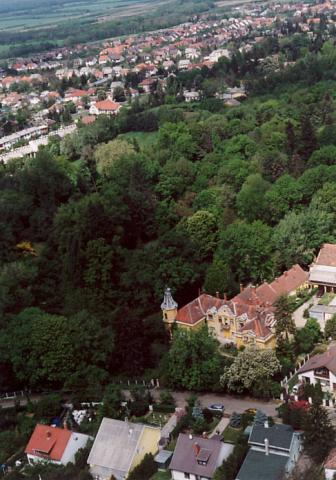
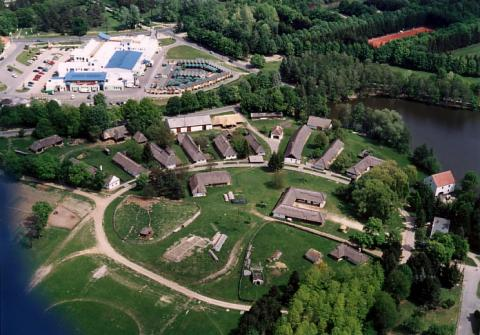

Нові головній площі

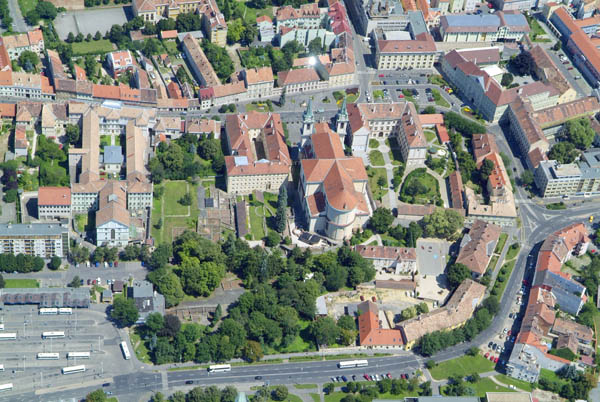
Сомбатгей, вид зверху
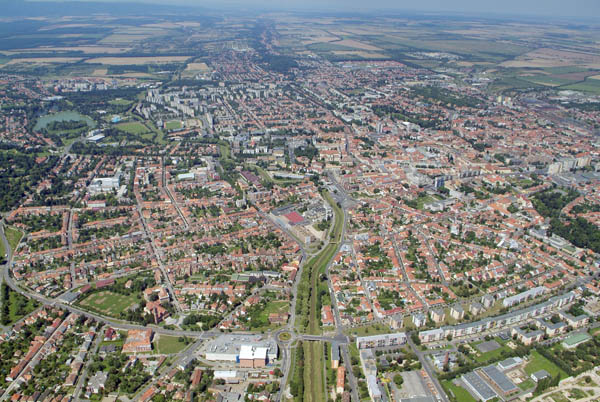
Вид зверху
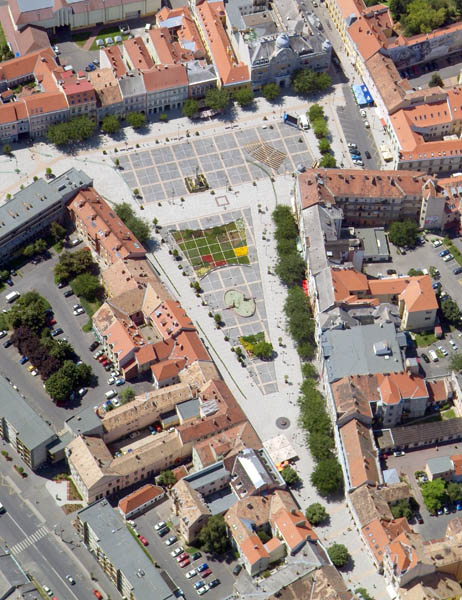
Вид зверху
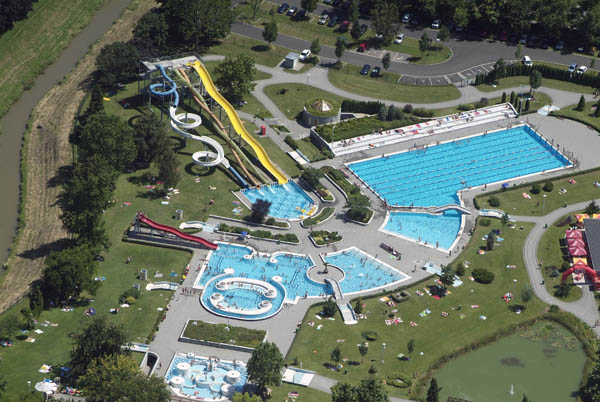
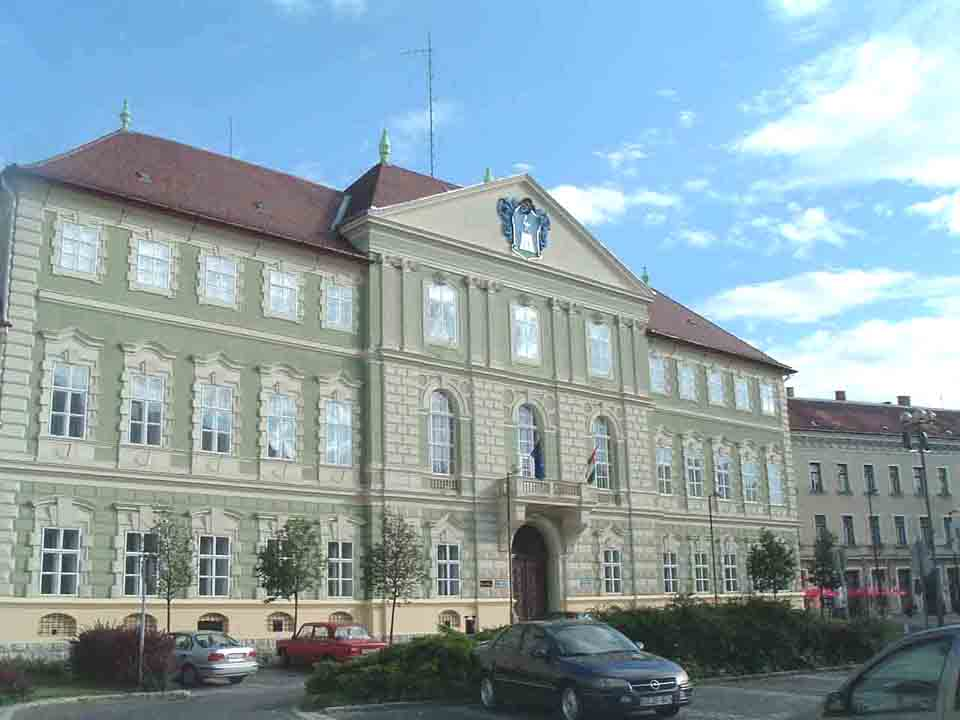
Ратуша
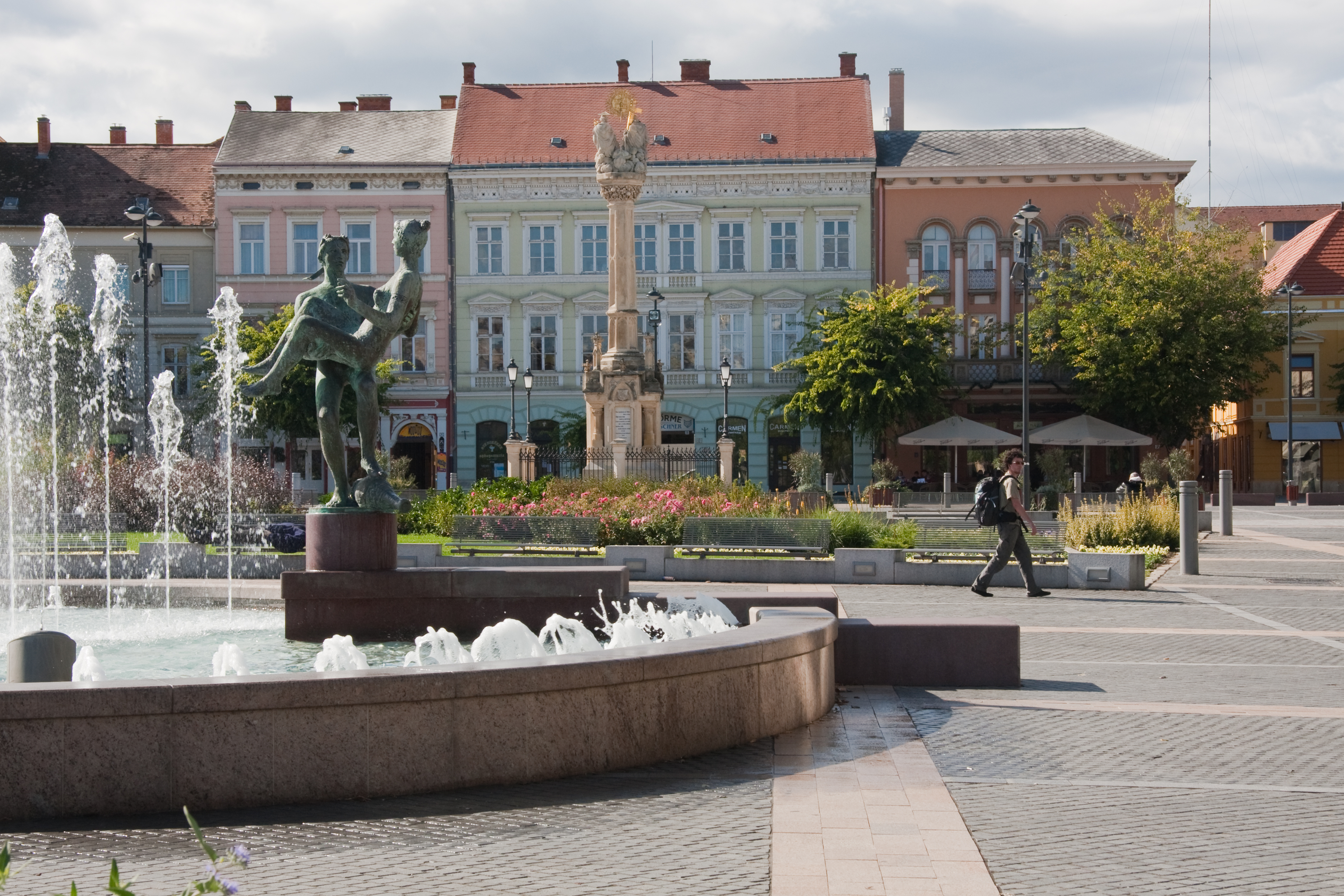
Головна площа
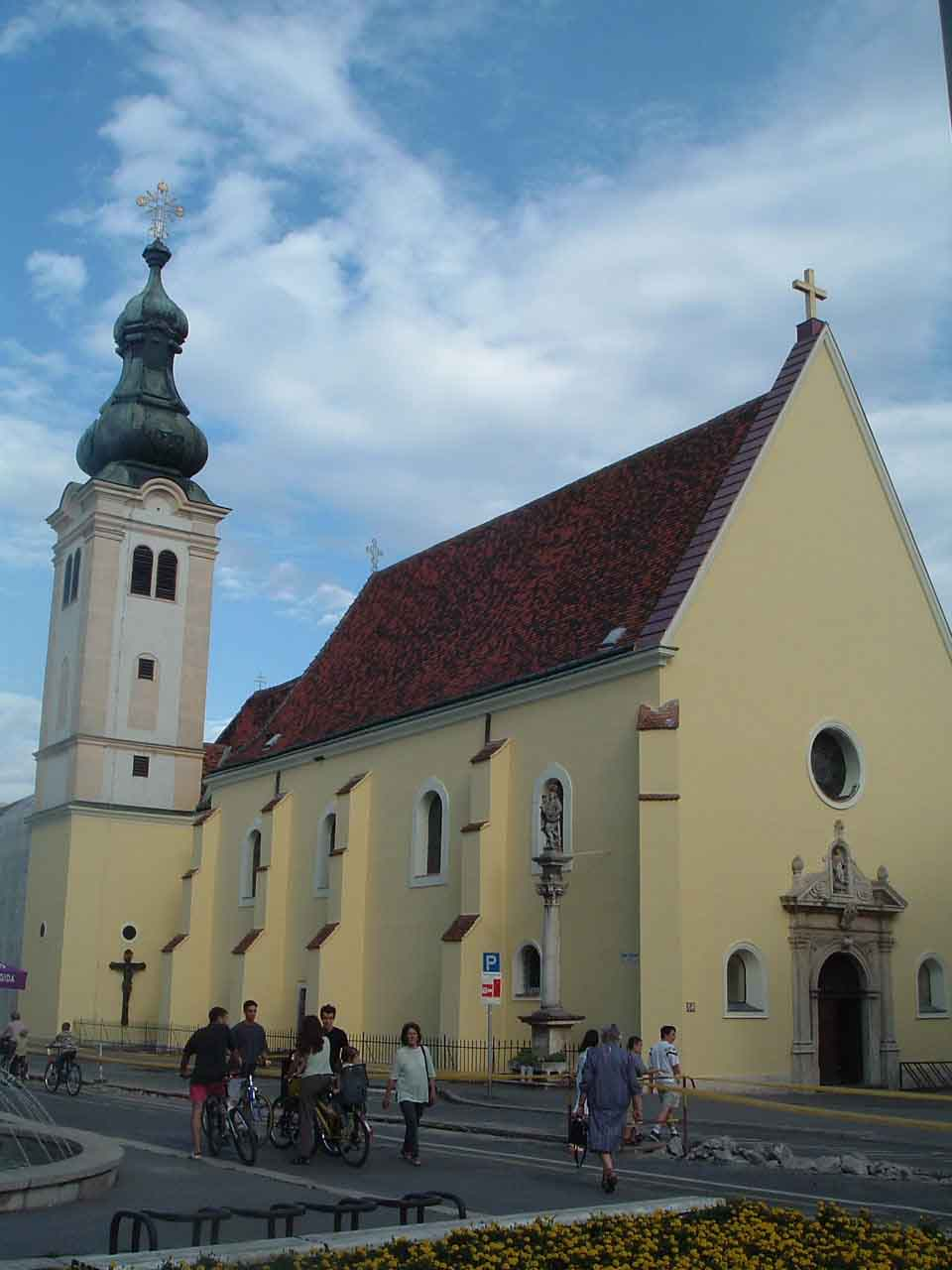
францисканська церква